# Macroevolució
La paleontologia, la biologia evolutiva del desenvolupament i la genòmica comparativa proporcionen la major part de l'evidència dels patrons i processos que es poden classificar com macroevolució, grans canvis evolutius, enfront dels petits i progressius canvis de la microevolució.
Fins a la meitat del segle xx, l'evolució biològica només s'identificava amb el que actualment es coneix com a microevolució, és a dir, processos que fan variar la freqüència al·lèlica d'una població. Però, actualment, dins de la teoria de l'evolució biològica, el neodarwinisme o síntesi evolutiva moderna, hi ha dues postures pel que fa a la relació entre microevolució i macroevolució. Per als ultradarwinistas només hi ha microevolució i selecció d'individus, i fins i tot, arribant a l'extrem, només de gens. Per als partidaris d'aquesta proposta, la macroevolució no és més que microevolució acumulada durant un llarg període. L'altra opció és la dels naturalistes que consideren que hi ha tant la microevolució, que representa processos que fan variar la freqüència al·lèlica de la població que no solen generar noves espècies (especiació), i la macroevolució, que engloba processos que afecten a nivells superiors a les poblacions, com a espècies o grups taxonòmics superiors. A partir d'aquest plantejament sorgeixen discrepàncies importants en interpretar el paper de l'especiació. Per als ultradarwinistas el procés d'especiació (poblacions aïllades) és l'enllaç entre la macroevolució i la microevolució, i pot caure en l'àmbit de qualsevol de les dues.